# Marebbe
Marebbe (Enneberg in tedesco, Marèo in ladino) è un comune italiano sparso di 3 207 abitanti della provincia autonoma di Bolzano in Trentino-Alto Adige, uno dei 18 comuni che formano la Ladinia, posto nelle Dolomiti, che occupa interamente l'omonima valle, include buona parte della zona sciistica di Plan de Corones, e del Parco naturale Fanes - Sennes e Braies: d'inverno, grazie a una fitta rete di impianti sciistici, è possibile praticare sci e snowboard, mentre d'estate è ampia l'offerta di escursioni negli alpeggi di Fanes, Sennes, e Fodara.

## Origini del nome
Il toponimo ladino è attestato come Marubium nel 1214 e nel 1293 e deriva da un termine preromano marra ("mucchio di pietre") con il suffisso (sempre prelatino) -ebe. Il nome tedesco è attestato nel 1039 come Ennepergs, nel 1177 come Eneberg e nel 1322 come Enberges e significa "al di là (ennen) del monte" (berg).
Potrebbe derivare anche, come una moltitudine di toponimi, da un idronimo: mara-maro, cioè palude con acqua buona fluente, vedi i vari paesi di Marola esistenti in Italia, da nord a sud e in tutto il Mediterraneo ed Europa.

## Storia
La valle di Marebbe vide fin da tempi antichissimi insediamenti di popolazioni retiche, che intorno all'anno 15 a.C. furono assoggettate dai Romani, assumendo da allora la lingua latina che nel tempo divenne l'attuale lingua ladina, tuttora parlata in diverse valli dolomitiche. Le più importanti iniziative medievali di colonizzazione della valle furono portate avanti dai vescovi di Bressanone e dal monastero benedettino di Castel Badia (noto anche come Sonnenburg), posto all'imbocco settentrionale della valle.
Verso la fine del XIV secolo la valle entrò a far parte della Contea del Tirolo, poi divenuta parte dell'Impero d'Austria, seguendone le vicende storiche fino al 1918. In quel periodo San Vigilio divenne la sede giurisdizionale delle valli di Marebbe e Badia. Dopo la prima guerra mondiale, nel 1919, in base al trattato di pace la valle fu annessa all'Italia insieme con tutto il Tirolo cisalpino (poi Trentino-Alto Adige).
Dagli anni venti ebbe inizio le sviluppo turistico che ancora oggi costituisce la principale risorsa del paese, che divenne prima centro di villeggiatura estiva e pochi anni più tardi, con il progressivo sviluppo della pratica dello sci, anche una stazione di sport invernali. Fu in questo periodo che furono costruiti i primi rifugi sui monti intorno al paese (il primo di questi fu il rifugio Fanes, aperto dai fratelli Mutschlechner nel 1928).

### Simboli
Lo stemma è inquartato: il primo rappresenta l'aquila tirolese su sfondo argento e il secondo le insegne dell'Austria; il terzo mostra la testa di un cane, di colore argento con collare d'oro su sfondo rosso, rappresentante l'insegna dei Signori di Ros che nel XIII secolo avevano un castello nel paese; il quarto raffigura un bracco nero, con un osso rosso nelle fauci, su sfondo argento: è l'insegna della famiglia Pracken, una delle più vecchie famiglie del Tirolo, che aveva delle proprietà nella zona. Lo stemma è stato adottato il 3 novembre 1969.

## Monumenti e luoghi d'interesse

### Architetture religiose
- Chiesa di San Vigilio, parrocchiale nella frazione di San Vigilio
- Chiesa di Santa Maria del Buon Consiglio, parrocchiale nella frazione di Pieve di Marebbe
- Chiesa dei Santi Pietro e Paolo Apostoli, parrocchiale nella frazione di Rina

## Società

### Ripartizione linguistica
La sua popolazione è in maggioranza di madrelingua ladina:
| Ripartizione linguistica | 1971   | 1981   | 1991   | 2001   | 2011   | 2024   |
| ------------------------ | ------ | ------ | ------ | ------ | ------ | ------ |
| Madrelingua italiana     | 1,05%  | 1,46%  | 1,17%  | 2,75%  | 5,02%  | 4,32%  |
| Madrelingua tedesca      | 2,27%  | 3,04%  | 3,41%  | 3,95%  | 2,89%  | 3,45%  |
| Madrelingua ladina       | 96,68% | 95,50% | 93,30% | 94,88% | 92,09% | 92,23% |

### Evoluzione demografica
Abitanti censiti

## Geografia antropica

### Frazioni

#### San Vigilio di Marebbe
San Vigilio di Marebbe (in lad. Al Plan de Marèo, ted. St. Vigil in Enneberg), frazione capoluogo del comune di Marebbe, è una località turistica nella "Valle di Mareo", laterale della Val Badia, popolata prevalentemente da ladini. È località turistica sia estiva (escursionismo, alpinismo), sia invernale (sci alpino).

#### Pieve di Marebbe
Pieve di Marebbe (in lad. La Plì de Marèo, ted. Enneberg-Pfarre, 1281 m s.l.m.) è un piccolo centro a 4 km da San Vigilio, alle pendici del Plan de Corones. La chiesa che dà il nome al paese, citata per la prima volta in un documento del 1018, è considerata la più antica della Val Badia.

#### Longega
Longega (Zwischenwasser in tedesco) è un piccolo centro a 1015 m s.l.m. al bivio tra la strada di fondovalle della Val Badia e quella per San Vigilio.

#### Rina
Rina (toponimo immutato in ladino, Welschellen in tedesco) sorge in posizione panoramica a 1392 m s.l.m., sulle pendici del Col dla Vedla a 3 km da Longega.

#### Leviles
Oltre alle varie frazioni, nel comune sorgono diversi agglomerati rurali, detti viles. Di origine medievale, questi piccoli centri sono costituiti da case costruite in legno e muratura disposte a schiera o a cerchio, con infrastrutture comuni nella piazza centrale (fontana, forno per il pane, abbeveratoio per il bestiame).
Tamersch - Pederü
Le due piccole frazioni alla fine della valle di Tamersch, vicino al parco naturale Fanes - Sennes - Braies.

## Amministrazione
| Periodo | Periodo | Primo cittadino   | Partito              | Carica  | Note |
| ------- | ------- | ----------------- | -------------------- | ------- | ---- |
| 2005    | 2010    | Fortunato Ferdigg | lista civica         | sindaco |      |
| 2010    | 2020    | Alberto Palfrader | lista civica Al Plan | sindaco |      |
| 2020    |         | Felix Ploner      | lista civica La Pli  | sindaco |      |

## Sport
Nel comune operano due squadre di calcio locali: l'ASC Mareo, che partecipa al campionato provinciale di Prima categoria, e l'A.S.D. Rina, iscritta al campionato provinciale di calcio a 5. A queste si affianca l’unione sportiva ASV La Pli (anche nota come U.S. La Pli), che comprende al suo interno una sezione calcistica e una dedicata allo slittino su pista naturale.